# Express Brass Band

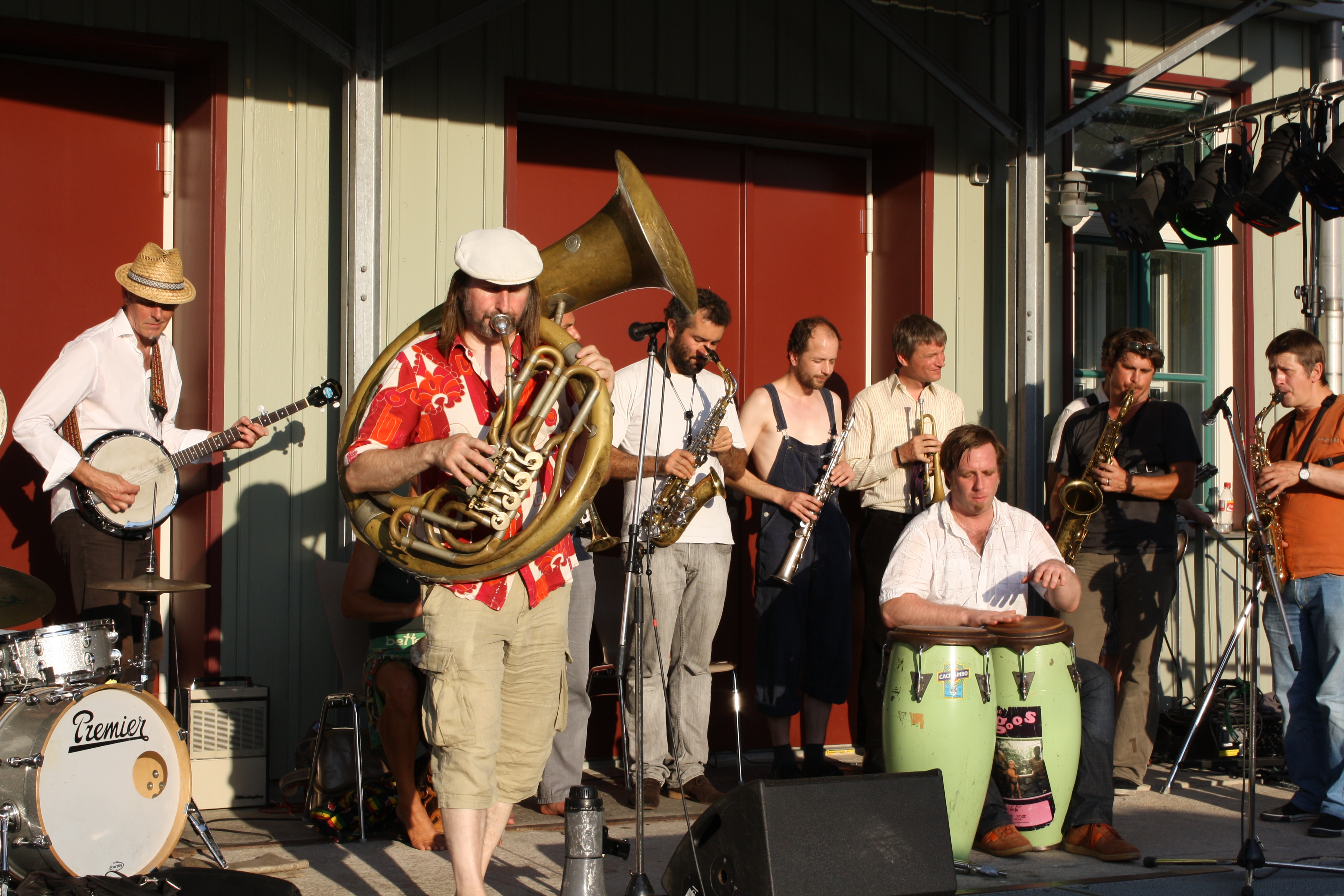
Express Brass Band (2011)

Die Express Brass Band ist eine 1999 in München gegründete Brassband. Die Band umfasst etwa 25 Instrumentalisten. Das Repertoire der Band besteht aus einer Mischung aus dem Afrobeat Fela Kutis, dem Jazz Sun Ras und des Art Ensembles of Chicago sowie der Weltmusik der Gruppe Embryo.
Die Formation entstand auf Initiative des Blechbläsers Wolfi Schlick, der auch als Leiter fungiert. Besonders engen Austausch pflegt die Gruppe mit den Brassbands Ottoni a Scoppio (Mailand), Titubanda (Rom), Fiati Sprecati (Florenz), Banda Roncati (Bologna), Samenakoa (Marseille), Les Kadors (Montpellier), Jean Paul Mondo (Paris) und der Hungry March Band (New York). Die Frankfurter Allgemeine Zeitung zählt sie zur „Avantgarde eines weltweiten Blechbläser-Revivals.“

## Diskografie
- 2004: Oriental Journey (Trikont)
- 2013: We Have Come (Trikont)
- 2017: Pluto kein Planet (Trikont)
- 2019: Who’s Following Who (Trikont)

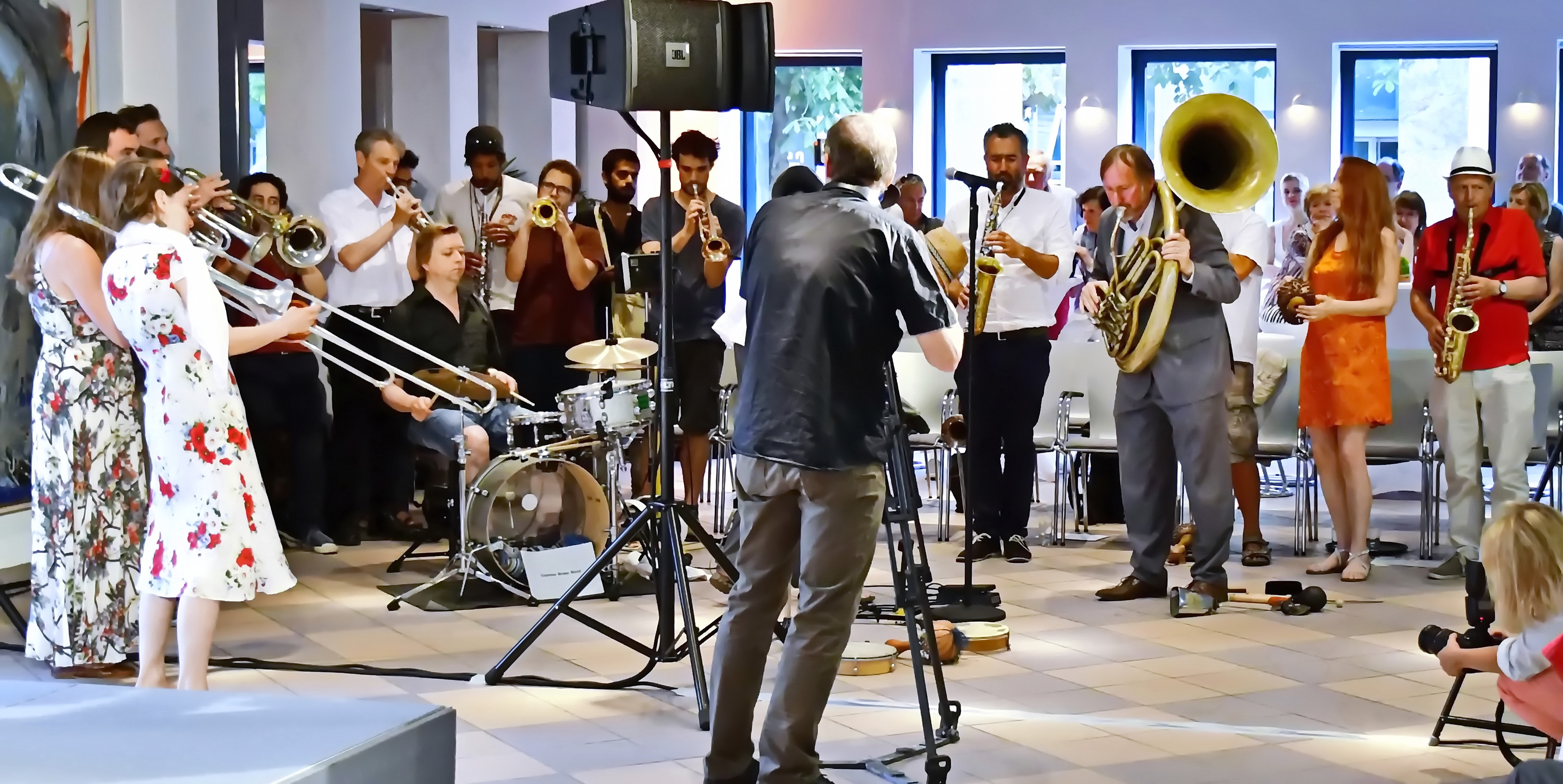
Express Brass Band, Schwabinger Kunstpreis, 2017